# Bernhard von Trixen

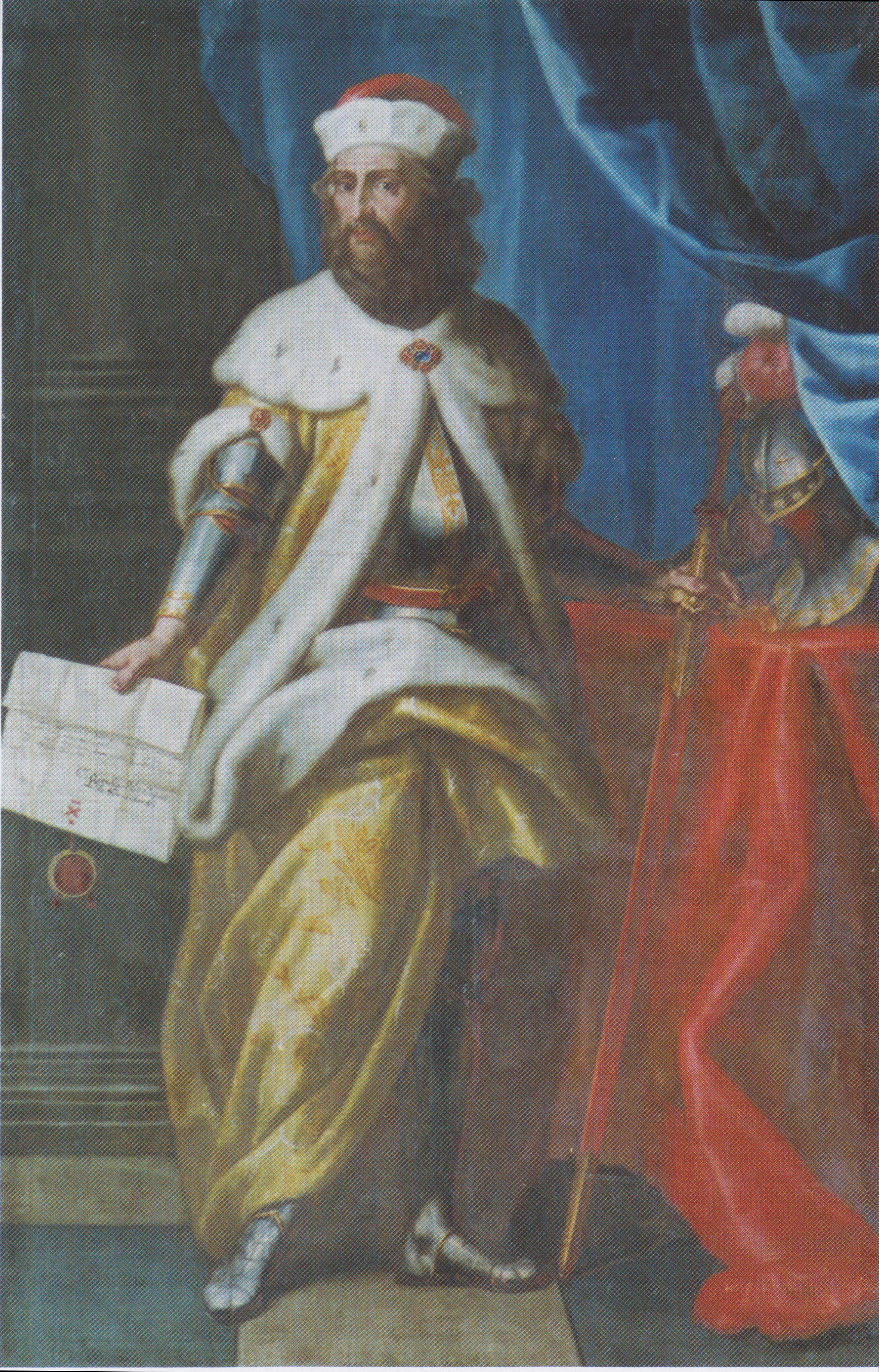
Bernhard von Spanheim in einer Darstellung aus dem 18. Jahrhundert von Josef Ferdinand Fromiller.

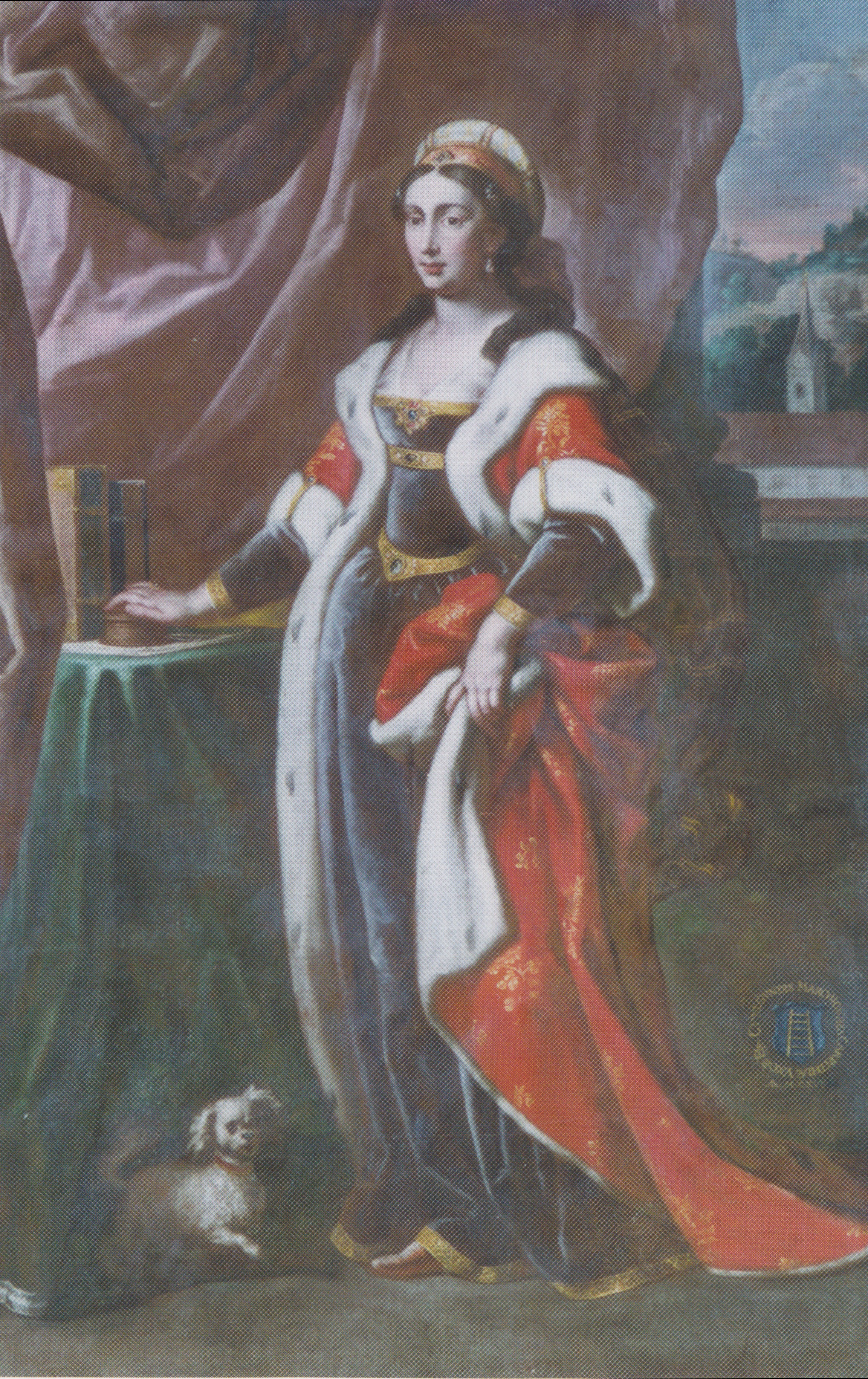
Bernhards Gemahlin Kunigunde von Spanheim in einer Darstellung aus dem 18. Jahrhundert von Josef Ferdinand Fromiller.

Bernhard von Spanheim (* vor 1097; † 16. November 1147 in Laodicea) aus dem Geschlecht der Spanheimer, wurde zu Lebzeiten stets als Graf ohne Ortsbezeichnung benannt, mit einer einzigen Ausnahme als Graf von Kärnten. Gesichert ist, dass er Graf von Truchsen/Trixen war. Die Bezeichnung als Graf von Marburg ist hingegen irreführend, diese stammt aus dem Landbuch von Österreich und Steier, jedoch gab es eine solche Grafschaft nicht. Bernhard war zudem Vogt von St. Paul und St. Lamprecht.

## Leben und Wirken
Bernhard war der Sohn von Graf Engelbert I. von Spanheim und Hedwig, dessen Herkunft bis heute umstritten ist.
Im Jahre 1098 tritt er erstmals urkundlich gemeinsam mit seinen Brüdern Engelbert II., Hartwig I., Siegfried I. und Heinrich IV. auf. 1123/26 tritt Bernhard erstmals gemeinsam mit seiner Gemahlin Kunigunde Markgräfin von Steier, Schwester des Markgrafen Leopold des Starken von Steier († 1129), auf.
Durch seine verwandtschaftlichen Beziehungen war er ab 1129 Vormund ihres Neffen Otakar III. Bernhard stiftete gemeinsam mit seiner Gemahlin 1142 das Kloster Viktring und wurde dessen erster Vogt. Mithilfe seines Verwandten Herzog Heinrich V. besiedelte er das Kloster mit Mönchen aus Weiler-Bettnach.
Er vermachte seinem ehemaligen Mündel seinen Allodialbesitz und Ministerialen in Kärnten und fiel am 16. November 1147 in Laodicea auf dem Zweiten Kreuzzug.